# Lökskärsklacken
Lökskärsklacken är klippor i Finland.   De ligger i landskapet Nyland, i den södra delen av landet, 50 km öster om huvudstaden Helsingfors.
Terrängen runt Lökskärsklacken är mycket platt. Havet är nära Lökskärsklacken åt sydväst.